# Schottische Fußballnationalmannschaft (U-16-Junioren)
Die schottische U-16-Fußballnationalmannschaft ist eine Auswahlmannschaft schottischer Fußballspieler. Sie unterliegt der Verantwortung der Scottish Football Association und repräsentiert den Verband auf der U-16-Ebene, in Freundschaftsspielen gegen die Auswahlmannschaften anderer nationaler Verbände, aber auch bei der Europameisterschaft des Kontinentalverbandes UEFA. Spielberechtigt sind Spieler, die ihr 16. Lebensjahr noch nicht vollendet haben und schottische Vorfahren haben. Für die Spielberechtigung ist das Alter am 1. Januar des jeweiligen Kalenderjahres maßgeblich.

## Geschichte
Infolge einer Regeländerung der UEFA bezüglich des Stichtages (vom 1. August auf den 1. Januar eines Jahres) wurden im Jahr 2001 die bestehenden U-16-Wettbewerbe auf die Altersklasse U-17 umgestellt, die FIFA hatte bereits 1991 die Altersstufe entsprechend angepasst. Die schottischen U-16-Junioren bestreiten seither lediglich Freundschaftsspiele und nehmen an Einladungsturnier teil, so etwa am UEFA Development Tournament. 2017 gewann die Mannschaft das Turnier gegen Österreich im Elfmeterschießen.

### Teilnahme an U-16-Turnieren
Vor Anhebung der Altersstufe bei EM- und WM-Turnier hatte die schottische U-16-Juniorennationalmannschaft mehrfach an der Europameisterschaft teilgenommen, kam dabei aber nie über die Gruppenphase hinaus. Bei einer Weltmeisterschaft nahm die Mannschaft einmal teil, als Gastgeber erreichte sie beim Turnier 1989 das letztlich im Elfmeterschießen gegen Saudi-Arabien verlorene Endspiel. Zur Erfolgsmannschaft gehörten unter anderem spätere A-Nationalspieler wie Andy McLaren, Brian O’Neil oder Paul Dickov.

### Weltmeisterschaften
- 1985: nicht qualifiziert
- 1987: nicht qualifiziert
- 1989: Finalist

### Europameisterschaften
| - 1982: nicht qualifiziert - 1984: nicht qualifiziert - 1985: Vorrunde - 1986: Vorrunde - 1987: Vorrunde - 1988: nicht qualifiziert - 1989: Vorrunde - 1990: Vorrunde - 1991: nicht qualifiziert - 1992: Vorrunde | - 1993: nicht qualifiziert - 1994: nicht qualifiziert - 1995: Vorrunde - 1996: nicht qualifiziert - 1997: nicht qualifiziert - 1998: Vorrunde - 1999: nicht qualifiziert - 2000: nicht qualifiziert - 2001: Vorrunde → seither U-17-Europameisterschaft |